# Альтавилла-Ирпина
Альтавилла-Ирпина (итал. Altavilla Irpina) — город в Италии, расположен в регионе Кампания, подчинён административному центру Авеллино.
Население составляет 4307 человек, плотность населения составляет 308 чел./км². Занимает площадь 14 км². Почтовый индекс — 83011. Телефонный код — 00825.
Покровителем города почитается святой Пеллегрин из Триокала. Праздник города ежегодно празднуется 25 августа.